# بتشتو دي فالنزا
بتشتو دي فالنزا (بالإيطالية: Pecetto di Valenza)‏ هي بلدية في مقاطعة ألساندريا في إقليم بييمونتي في شمال غرب إيطاليا.
ويبلغ عدد سكانها 1282 نسمة (حسب إحصائية ديسمبر 2008), وتقع إلى جنوب نهر بو, وتبعد حوالي 8 كم عن العاصمة الإقليمية اليساندريا باتجاه الشمال الشرقي، على الحافة الشرقية من تلال مونفيراتو باسو.
وتبلغ حدودها البلدية مساحة 11.5كم ², ويتراوح ارتفاعها بين 85 إلى 261متر فوق سطح البحر وتعتمد أساساً على الزراعة في الحِرف، ويستند الاقتصاد إلى حد كبير على زراعة الحبوب والعنب.

## السكان
في سنة 1861 بلغ عدد السكان 2٬118 نسمة، وتطور العدد ليصل في سنة 2011 لـ 1٬233 نسمة.
يظهر هذا المخطط البياني تطور النمو السكاني لـ بتشتو دي فالنزا